# Крейцерова соната (фільм, 1987)
«Крейцерова соната» (рос. «Крейцерова соната») — радянський художній фільм 1987 року екранізація однойменної повісті  Л. М. Толстого.

## Сюжет
Герой цієї історії Позднишев розповідає випадковому попутнику в поїзді, як він, інтелігентна і шанована людина, люблячий чоловік і турботливий батько, запідозривши дружину в невірності, стає її вбивцею. Складні морально — етичні проблеми, які сімейне життя ставить перед своїми героями, роблять фільм співзвучним не тільки часу створення повісті. В кіноверсії, як і в її першооснові, стикаються різні часові пласти, вона гостросюжетна і динамічна, цікава і своєрідна за кінематографічним рішенням.

## У ролях
- Олег Янковський —  Василь Позднишев
- Ірина Селезньова —  Ліза, дружина Позднишева
- Олександр Трофімов —  випадковий попутник
- Дмитро Покровський —  Трухачевський
- Алла Демидова —  пасажирка
- Лідія Федосеєва-Шукшина —  мати Лізи
- Ольга Токарєва —  сестра Лізи
- Олександр Калягін —  пасажир
- Михайло Глузський —  пасажир
- Сергій Скрипкін —  пасажир
- Олександр Котов —  студент
- Євген Данчевський —  брат
- Ніна Агапова —  Леокадія Петрівна, модистка
- Анна Тхостова —  гувернантка
- Віра Бурлакова —  няня
- Олена Водолазова —  покоївка
- Степан Крилов —  Єгор
- Лев Поляков — родич на весіллі
- Людмила Давидова — епізод

## Знімальна група
- Режисери-постановники — Софія Мількіна, Михайло Швейцер
- Сценарист — Михайло Швейцер
- Оператор-постановник — Михайло Агранович
- Композитор — Софія Губайдуліна
- Художники-постановники — Володимир Фабріков, Ігор Лемешев